# Fase IV
Fase IV (Phase IV) è un romanzo di fantascienza scritto da Barry N. Malzberg pubblicato nel 1973, appartenente al filone della fantascienza apocalittica. È la trasposizione letteraria del film Fase IV: distruzione Terra di Saul Bass, distribuito nel 1974.

## Storia editoriale
Il romanzo è la trasposizione letteraria dell'omonimo film di Saul Bass del 1974, distribuito in Italia come Fase IV: distruzione Terra. L'autore terminò la scrittura del romanzo rapidamente, in meno di una settimana, partendo non dalla sceneggiatura definitiva, bensì da un semplice canovaccio. Il metodo di lavoro generalmente adottato in questi casi consisteva nel riportare integralmente i dialoghi estratti dalla sceneggiatura definitiva del film integrando il tutto con la descrizione delle scene; tuttavia la mancanza dei dialoghi nel canovaccio non consentì a Malzberg di procedere in questo modo. Ebbe così l'idea di intervallare nel racconto estratti del diario di uno dei protagonisti, utilizzando pertanto tale artificio narrativo per ampliare il testo, altrimenti troppo scarno. Nel film, uscito dieci mesi dopo la pubblicazione del romanzo, si fa uso di molti brani tratti dal diario ideato dallo scrittore e interpretati da una voce narrante senza che Malzberg sia citato nei crediti finali dell'opera cinematografica.

## Trama
(Fase IV)
Una misteriosa energia proveniente dallo spazio causa delle mutazioni nelle formiche di una colonia nel deserto dell'Arizona. Estrema adattabilità, cooperazione, intelligenza e aggressività rendono questi insetti altamente pericolosi e dominanti. L'Istituto Nazionale delle Ricerche invia sul luogo una squadra di studio che si insedierà all'interno di una stazione scientifica protetta. L'équipe, composta dagli scienziati James R. Lesko e Ernest D. Hubbs, si rende ben presto conto di essere in presenza di una nuova razza che, grazie alle mutazioni intervenute, ha compiuto un incredibile balzo evolutivo ed è determinata a estinguere ogni sorta di nemici naturali e, soprattutto, uomini.
All'inizio il contatto con la nuova specie di insetti si limita al reciproco studio: Lesko decide di applicare la teoria dei giochi per stabilire un primo contatto con la colonia di insetti i cui formicai si innalzano come imponenti torri. Nei pressi dell'installazione scientifica viveva una piccola comunità locale che, impaurita dalla presenza degli insetti, aveva abbandonato la zona; in una vicina fattoria sono rimasti Eldridge, il proprietario, la moglie Mildred, la loro giovane ed avvenente nipote Kendra, e l'anziano lavorante, Clete. Con l'intento di ottenere una reazione nelle formiche, Hubbs inizia la guerra contro gli insetti, distruggendone alcuni formicai con l'impiego di granate. Il contrattacco degli insetti è rapido: la prima vittima è la puledra di Kendra, subito dopo vengono uccisi Eldridge, Clete e Mildred durante un tentativo di fuga.
I due scienziati, ancora inconsapevoli della tragica fine dei vicini, affrontano la colonia attaccandola con un potente insetticida; durante il successivo sopralluogo rinvengono Kendra, ferita ma ancora in vita. Dopo averla soccorsa, la portano in salvo all'interno del laboratorio. Le formiche, subito dopo l'attacco, mutano nuovamente, generando nuovi esemplari immuni al veleno. I tre rimangono prigionieri nel rifugio assediato dagli insetti, mentre Hobbs, morso da una delle formiche conservate nel laboratorio, inizia a perdere lucidità. Il caldo all'interno aumenta sempre di più, a causa dei condizionatori messi fuori uso dai piccoli ma intelligenti animali che provvedono inoltre a isolarli distruggendone le radio.
I due scienziati, inviando segnali sonori contro i formicai, cercano di disturbare le comunicazioni tra la regina e la colonia. Il tentativo viene interrotto dall'esplosione del condizionatore e del generatore del segnale, causato dalle formiche stesse che ne hanno manomesso i circuiti. Gli studiosi riescono tuttavia a riattivare gli apparati di riserva e, con il computer di nuovo funzionante, tentano di studiare un codice per comunicare con gli insetti. Hubbs riesce a localizzare la posizione della regina sfruttando il sistema di comunicazione riattivato; i due sono convinti che, qualora individuata e distrutta, la colonia rimanga allo sbando senza coordinamento. Mentre i due sono distratti Kendra esce dall'installazione per cercare di stabilire un contatto pacifico con gli insetti. Viene però uccisa senza pietà dalle formiche che la assaltano in massa. Anche Hubbs esce all'esterno, credendo di aver individuato la regina: mentre tenta di privare il formicaio del loro capo, si accorge della presenza di alcune centinaia di formiche regina e, subito dopo, viene anch'egli ucciso. Lesko seguirà di lì a poco la stessa sorte. Alla fine del romanzo si scopre che tutte le persone uccise si sono fuse mentalmente con la colonia dando origine a un nuovo stadio evolutivo degli insetti: la Fase V.

## Personaggi
James R. LeskoTrentacinquenne, scienziato esperto in statistica e nella teoria dei giochi, con grande esperienza nelle comunicazioni tra gli animali, in particolare tra le balene. Viene inviato in Arizona dall'Istituto Nazionale delle Ricerche per studiare la nuova razza di formiche su richiesta dello stesso Hubbs.
Ernest D. HubbsCinico ricercatore, cinquantenne, a causa di un suo azzardato e sconsiderato attacco alla colonia, darà avvio alla guerra contro la nuova razza di insetti.
KendraGiovane e bella ragazza, unica superstite della vicina fattoria. È attratta da Lesko, ricambiata.

## Edizioni
- (EN) Barry N. Malzberg, Phase IV, 1ª ed., Londra, Pan Books, 1973, ISBN 978-0-330-23844-1.
- Barry N. Malzberg, Fase IV, traduzione di Maria Grazie Bianchi Oddera, Milano, Longanesi & C., 1976.